# Valmont (film)
Valmont – amerykańsko-francuski film z 1989 roku w reżyserii Miloša Formana na podstawie powieści Niebezpieczne związki Pierre’a Choderlosa de Laclos. Film poniósł porażkę, ponieważ rok wcześniej  pojawiła się ekranizacja Stephena Frearsa.

## Obsada
- Colin Firth – Valmont
- Annette Bening – Merteuil
- Meg Tilly – Madame de Tourvel
- Fairuza Balk – Cecile
- Siân Phillips – Madame de Volanges
- Jeffrey Jones – Gercourt
- Henry Thomas – Danceny
- Fabia Drake – Madame de Rosemonde